# کازیمیر وولیچ
کازیمیر وولیچ (کرواتی: Kazimir Vulić؛ زادهٔ ۱۰ ژوئن ۱۹۶۷) بازیکن فوتبال اهل کرواسی بود.
از باشگاه‌هایی که در آن بازی کرده‌است می‌توان به باشگاه فوتبال گراتس، باشگاه فوتبال هایدوک اسپلیت، و باشگاه فوتبال رییکا اشاره کرد.
وی همچنین در تیم ملی فوتبال کرواسی بازی کرده‌است.